# Sztuka sumeryjska
Sztuka sumeryjska – przejaw działalności artystycznej Sumerów, zamieszkałych południową Mezopotamię w okresie od IV tysiąclecia p.n.e., tj. ich przybycia na te tereny, do końca III tysiąclecia p.n.e., tj. do zjednoczenia Mezopotamii pod berłem akadyjskiego władcy Sargona Wielkiego. Dziedzictwo Sumerów przetrwało, a tradycje i techniki były kontynuowane i wzbogacane w sztuce ich spadkobierców.

## Pojęcie sztuki sumeryjskiej
Sztuka Sumerów (podobnie jak i innych ludów sprzed epoki antycznej) spełniała trzy funkcje: kultową, pragmatyczną i memorialną. Dzieła sztuki sakralnej obecne były podczas rytuałów i jako symbole łączyły światy żywych, umarłych oraz bogów. Wytwór sztuki, pełniący funkcję pragmatyczną, był używany w życiu codziennym w społeczności sumeryjskiej. Funkcja memorialna przejawiała się w dziełach, które miały za zadanie przypomnienie potomnym o przodkach. Sztuka sumeryjska nie posiadała funkcji estetycznej w znaczeniu, w którym rozumie się ją współcześnie i łączy się z pięknem .

## Rys historyczny

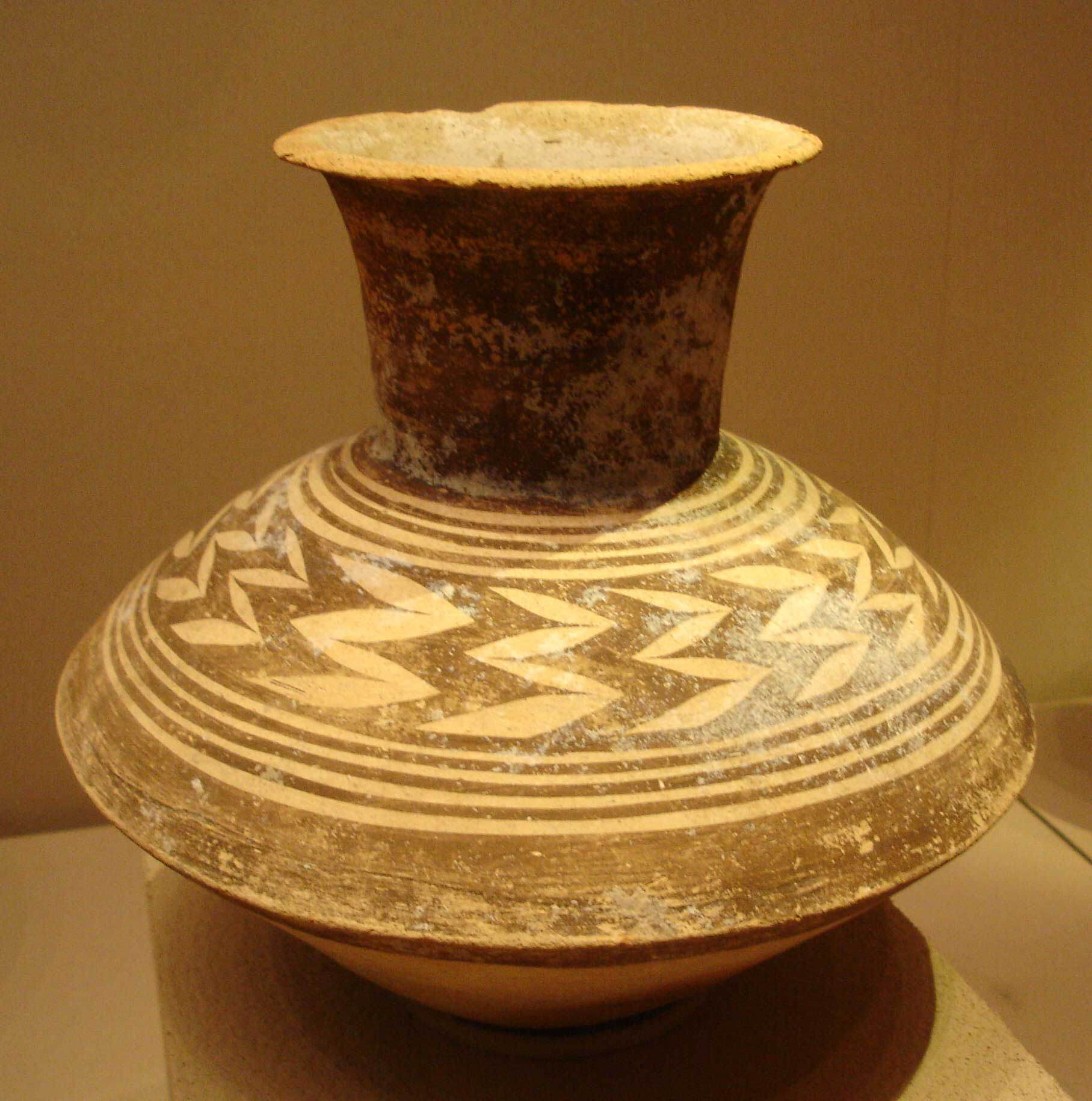
Naczynie z późnego okresu al-Ubajd

Zanim w Mezopotamii rozwinęło się rolnictwo, w północnej części kraju pojawiła się ludność łowiecko-zbieracka, która nie zapuszczała się na bagniste i wilgotne południe, wolała wzgórza Kurdystanu o umiarkowanym klimacie. W VII tysiącleciu p.n.e., gdy pojawiło się rolnictwo, a liczba mieszkańców wzrosła, rozpoczął się proces zagospodarowania dorzecza Tygrysu i Eufratu. Osiadły tryb życia przyczynił się do powstania rzemieślnictwa i działalności artystycznej. Prymitywna sztuka mieszkańców Mezopotamii wyrażała się przede wszystkim w prostym i niefiguralnym malarstwie ceramicznym. W VI tysiącleciu p.n.e. zaludniła się południowa Mezopotamia. Dzięki zbudowaniu sieci kanałów irygacyjnych oraz wynalezieniu koła garncarskiego i cegły, tereny te stały się przydatne dla pierwszych społeczności rolniczych i atrakcyjne dla napływającej z Wyżyny Irańskiej ludności. W miarę wzrostu demograficznego, mieszkańcy z dolnej Mezopotamii migrowali na północ, przekazując zastanej tam ludności własny dorobek kulturowy. W ten sposób powstała jednolita kultura al-Ubajd, której przejawem było między innymi budownictwo sakralne, przyjęte później przez Sumerów.
Sumerowie przybyli do Dolnej Mezopotamii w IV tysiącleciu p.n.e. Wraz z nimi zmieniła się jakość życia. Centrum społeczności rolniczych stanowiło odtąd miasto ze świątynią, gdzie rezydowała władza o charakterze świecko-religijnym. Warunki geograficzne południowej Mezopotamii nie sprzyjały centralizacji, jednak nie przeszkadzało to powstaniu wspólnej dla tych terenów kultury, nazwanej okresem Uruk. W III tysiącleciu p.n.e. nastąpiło zeświecczenie władzy, rozwinęła się własność prywatna. Do Międzyrzecza napływała ludność semicka, która osiedlała się na północ od Sumeru. W drugiej połowie III tysiąclecia p.n.e. na plan pierwszy wśród zwaśnionych miast-państwa wybiło się akadyjskie miasto Agade. Na przełomie XXIV–XXIII wieków p.n.e. semicki władca – Sargon Wielki – podporządkował Sumer. Odtąd kultura Mezopotamii miała dwojaki charakter sumeryjsko-akadyjski.

## Ceramika

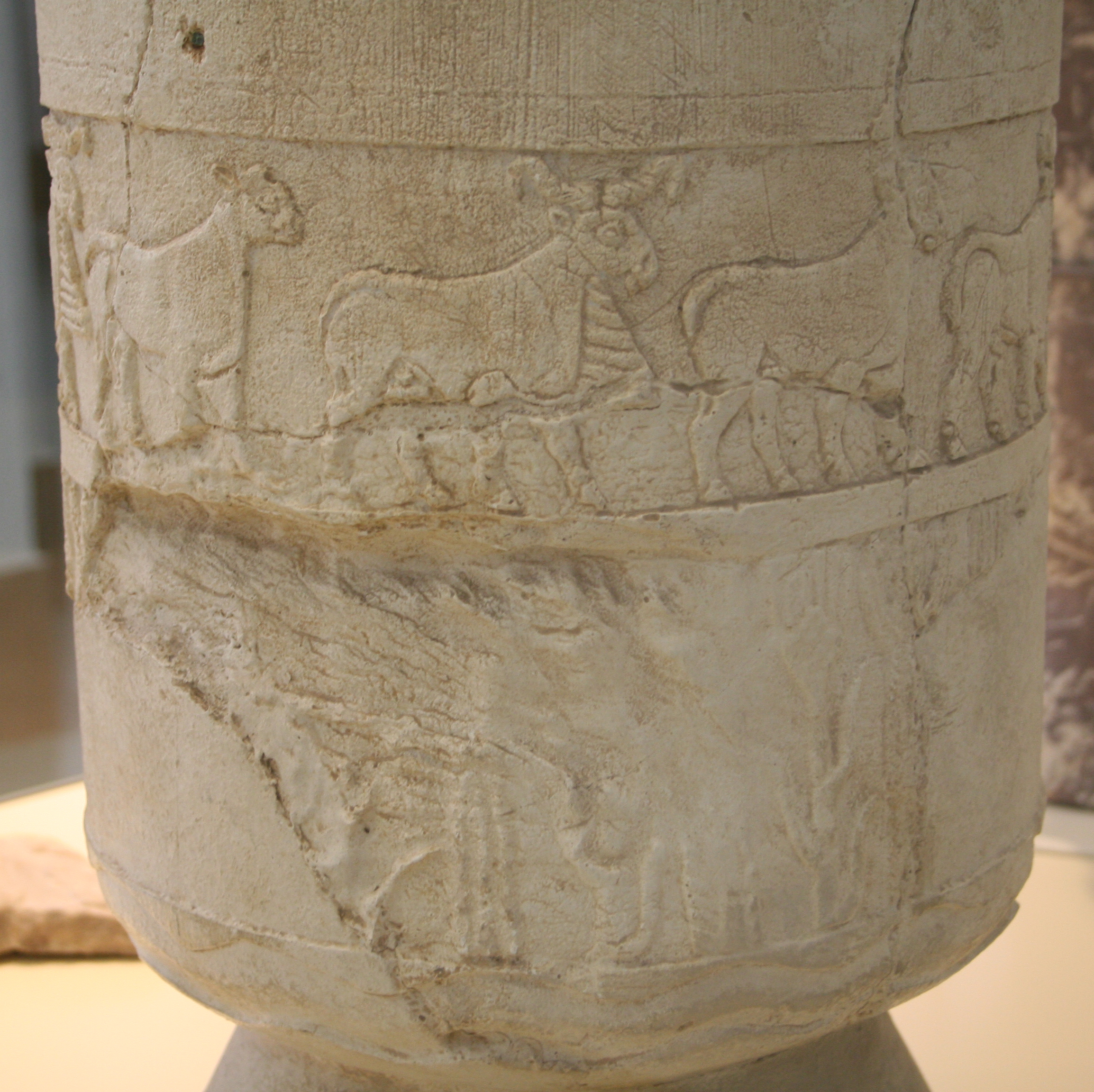
Fragment reliefu na naczyniu ze świątyni Inany w Uruk

Najstarszymi zabytkami sztuki sumeryjskiej są wyroby ceramiczne z Uruk i Elamu, datowane na koniec IV tysiąclecia p.n.e. Rysunki zawierały charakterystyczne dla sztuki Azji Przedniej geometryzm, ornamentalizm, rytmiczność i wyczucie formy. Na niektórych naczyniach widoczne były powtarzające się ornamenty, składające się z wystylizowanych wizerunków kozłów, psów, ptaków oraz ołtarzy i świątyń. Ceramika z przełomu IV i III tysiącleci p.n.e. malowana była czerwonymi, czarnymi brązowymi lub fioletowymi barwami na jasnym tle. Znane były kolory lazurowy i żółto-zielony lub sałatowy (wyraz, oznaczający kolor zielony, nie został poświadczony w języku sumeryjskim).
Wczesna ceramika sumeryjska ukazywała dążenia artysty do opanowania przedstawianego przez siebie świata. Artysta nie odzwierciedlał go mechanicznie, tylko najpierw włączał do świata własnych emocji i przemyśleń, a następnie wyrażał za pośrednictwem obrazu. Każdy przedstawiany przez malarza obiekt miał własne miejsce w sekwencji ornamentu, a właściwych dla niego cech artysta nie brał pod uwagę.
Na początku III tysiąclecia p.n.e. nastąpiła zmiana w sposobie ozdabiania wyrobów ceramicznych. Ornament i rytmiczność rysunku zostały zastąpione ceramicznym reliefem, mającym za zadanie ukazanie wydarzeń. Najstarszym zabytkiem, na którym zaobserwowano te zmiany, jest alabastrowe naczynie ze świątyni Inany w Uruk. Relief na nim został rozmieszczony w układzie pasowym. W dolnym pasie za pomocą umownych linii przedstawiona została rzeka, kłosy, liście i palmy. W środkowym pasie znajduje się stado baranów i owiec oraz idący za nimi mężczyźni z naczyniami, czarami i wypełnionymi owocami talerzami. Górny pas przedstawia złożone przed ołtarzem dary. Obok ołtarza znajdują się symbole Inany. Stojąca obok niego kapłanka w długich szatach uosabia boginię i wraz z kapłanem wita procesję z darami. Kapłan ubrany jest w długą szatę, której tren podtrzymuje mężczyzna w krótkiej spódniczce .

## Architektura sumeryjska

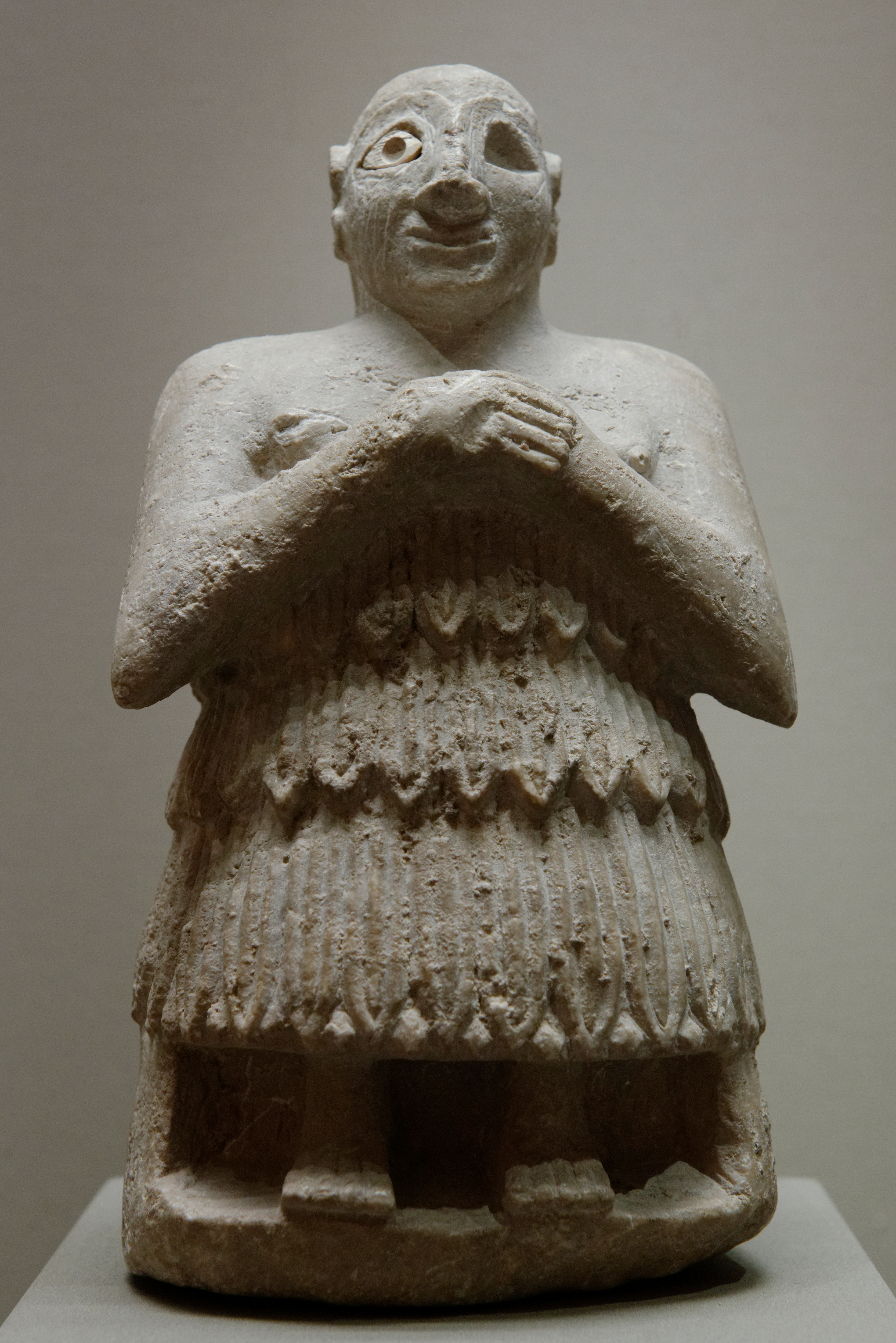
Alabastrowa figurka z ok. 2400 roku p.n.e. (Luwr, Paryż)

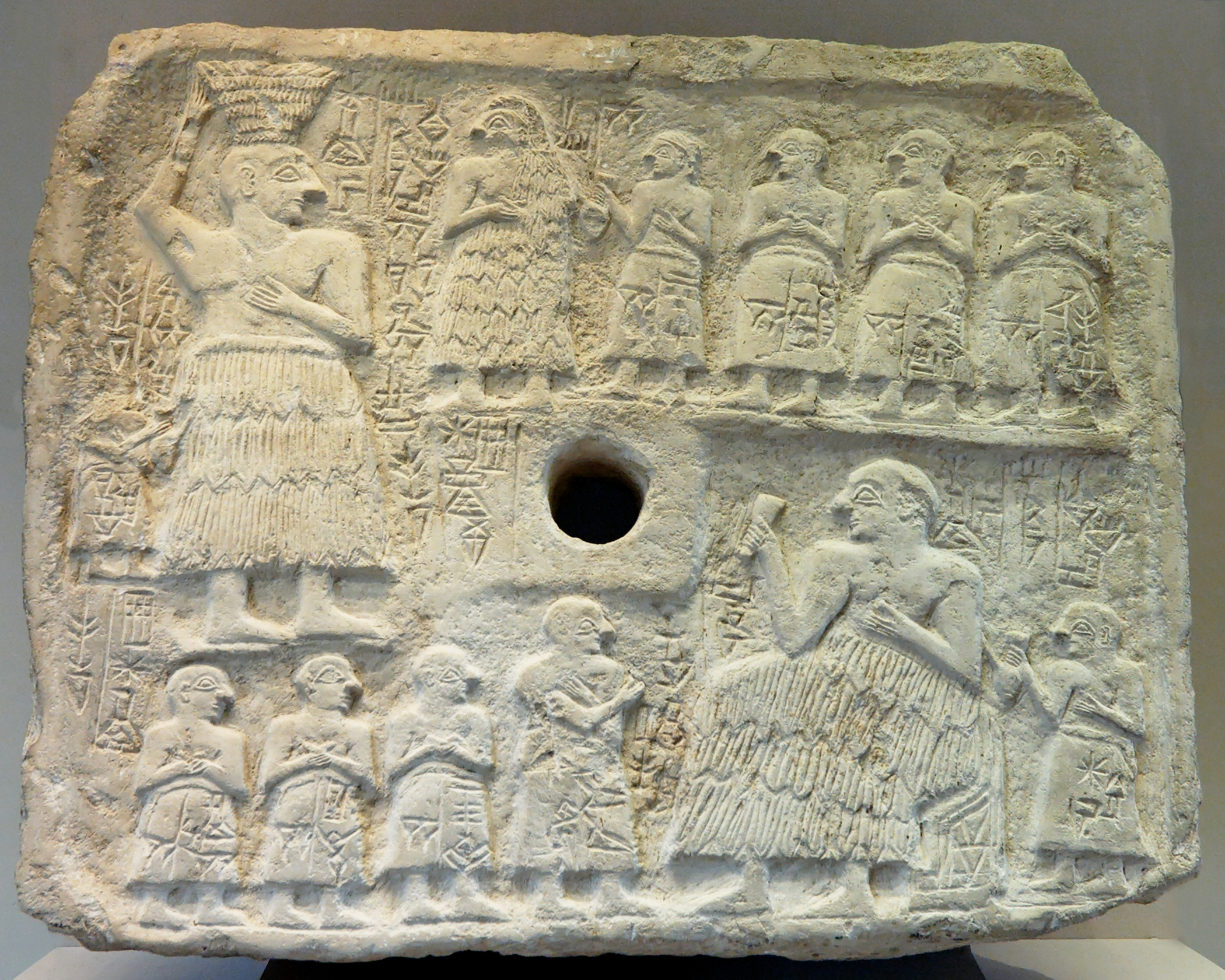
Wapienna płytka wotywna króla Ur-Nansze, znaleziona w Girsu (Luwr, Paryż)

### Budownictwo mieszkalne
Warunki geograficzne południowej Mezopotamii (gleby aluwialne, brak drzew i złóż minerałów) przyczyniły się do tego, że ludność tych terenów była zmuszona do zastosowania alternatywnych sposobów budowania. Najprostsze budynki mieszkalne wznoszono z wiązek trzciny, ustawianych pionowo na planie kwadratu lub koła i wiązanych na górze. Powstawał w ten sposób szkielet, który nakrywano matą, a niekiedy konstrukcję usztywniano gliną. Pozostałości po takich domach odkryto na bagnach Szatt al-Arab. Z czasem zaczęto lepić budynki z samej gliny, a na drodze ewolucji konstrukcje te udoskonalono metodą wypalania budulca.
W V tysiącleciu p.n.e. wynaleziono technikę wyrobu cegieł. Początkowo glinę ugniatano ręcznie i formowano w sześciany. Z czasem zaczęto stosować formy. Cegły łączono za pomocą płynnego roztworu gliny, w ten sposób powstawała w miarę jednolita ściana. Stosowano również technikę wypalania cegieł, lecz używano ich do wznoszenia ważniejszych niż domy mieszkalne budowli. Domy z suszonych cegieł były nietrwałe. Gdy się rozpadały, usypisko wyrównywano, a następnie na tym miejscu wznoszono kolejne mieszkanie. Przyczyniło się to do powstania wzgórz miejskich, nazywanych tellami. Ściany domostw były grube, ponieważ, po pierwsze, suszona cegła była krucha, a po drugie, konstrukcja musiała wytrzymać ciężar opartego na krótkich belkach dachu. Prawie nigdy nie stosowano przesklepień, dlatego pomieszczenia były wąskie i zazwyczaj długie. Nie przywidywano również okien, które osłabiałyby mury.

### Budownictwo sakralne
Wraz z rozwojem miast władza przeszła z rąk kapłanów w ręce króla-wojownika. Rozpoczęła się budowa pierwszych pałaców. Ruiny najstarszego z nich odnaleziono w mieście Kisz. Złożony był z dwóch części rozdzielonych grubym murem. Starsza część stanowiła monumentalny dom mieszkalny, zbudowany na planie prostokąta z centralnym kwadratowym dziedzińcem. Na późniejszą część składało się kilka pomieszczeń na planie prostokąta. Największe z nich miało salę z czterema ceglanymi kolumnami i dobudowany portyk. Ozdobą ścian był fryz, przedstawiający jeńców.
Miasta sumeryjskie były skupiskami domów mieszkalnych, sytuowanych przy wąskich, krętych ulicach. Dzielnice mieszkaniowe zajmowały około trzeciej części powierzchni miast. Domy z południa kraju wznoszono na planie prostokąta z wewnętrznym dziedzińcem. Domy z północnej części nie miały wewnętrznych dziedzińców. Podobna tendencja panowała w architekturze świątyń.
Trzecią część miasta zajmowały ogrody i nekropolie. Na pozostałej części miasta wznoszono budowle oficjalne. Nad nimi górowała wieża (w późniejszym okresie rozwinęła się w ziggurat) z niewielką świątynią na najwyższej platformie, do które prowadziły schody lub pente douce. Drugą, większą, świątynię budowano najczęściej w pobliżu wieży. Wokół stawiano magazyny, pomieszczenia użytkowe i mieszkania dla kapłanów. Ta część miasta otaczana była murem. Z czasem przekształciła się w warownię. Budowle sumeryjskie wznoszono najczęściej z cegły suszonej lub wypalanej, czasem z kamienia. Spoiwem był muł albo smoła. Nie należały to trwałych. Przez to często na gruzach poprzedniej, po zrównaniu i podwyższeniu platformy, stawiano kolejną świątynię.
Grobowce sumeryjskie budowano pod ziemią z kamienia lub cegły. Składały się z jednego lub kilku pomieszczeń. Przekryte były sklepieniem pozornym lub płaskim stropem. Do wnętrza z poziomu terenu prowadziły ukośne rampy i pionowe szyby.

## Rzeźba i płaskorzeźba
Najważniejszym elementem rzeźby i płaskorzeźby w sztuce Sumerów była twarz, której dominującą częścią były oczy. Dzieła te były pozbawione indywidualnych cech poszczególnych osób. Posążki w pozycji siedzącej lub klęczącej miały ukazać czynność, a nie samą osobę. Stawiano je w świątyniach, podpisane imieniem oranta. Najprawdopodobniej miały symbolizować pobożność osób, które je tam ustawili. Od tych sposobów przedstawiania osób były pewne wyjątki. Odnalezione w Esznunna figurki miały na twarzy zaznaczoną mimikę w formie uśmiechu, przestrachu itp., a figurki z Mari cechowała dużo większa staranność w wykonaniu detali. Twarze nie były pozbawione cech indywidualnych, a stroje – spódniczki z baraniej skóry – zostały ukazane z dużą starannością. Rzeźby z brązu odlewano tzw. metodą traconego wosku. Były bardziej realistyczne od kamiennych.
Płaskorzeźby komponowane były w układach pasowych. Postacie ludzi przedstawiano w układzie: twarz z profilu, oko od frontu, tułów i ramiona od frontu, nogi z profilu. Do najstarszych należą stele, wykonane w miękkim kamieniu, ukazujące ważne wydarzenia z dziejów. Są rodzajem pomników historycznych, z których jedna grupa opisuje wydarzenia pokojowe, druga – zwycięskie wojny.
Szczególnym zabytkiem z okresu Sumerów jest Sztandar z Ur. Jest to mozaika, wykonana po dwóch stronach drewnianej płyty, z kamieni, muszli, macicy perłowej, połączonych masą bitumiczną. W trzech pasach ukazana jest zwycięska wojna oraz wydana po niej uczta. Zabytek znajduje się w Muzeum Brytyjskim. Podobną technikę stosowano przy zdobieniu pudeł rezonansowych harf. Na znalezionych pudłach wykonana jest mozaika, przedstawiająca wydarzenia mitologiczne. Dodatkową ozdobą jest złocona głowa byka. Popularnym tematem rzeźby były wyobrażenia zwierząt. Do częściej spotykanych zalicza się temat kozła wspinającego się na najprawdopodobniej święte drzewo. Przedstawienia zwierząt są znacznie realniejsze niż postaci ludzkich.
Elementem sztuki sumeryjskiej są też pieczęcie cylindryczne. Wykonywane na nich reliefy przedstawiają ludzi i zwierzęta. Tematyka związana jest z walką zwierząt, fantastycznych stworów. Postacie ukazywane są przy pomocy linii, z zachowaniem symetrii, licznych powtórzeń. Wrażenia ekspresji dostarcza często kłębowisko postaci, ustawienie ich w pozycji do góry nogami itp. Motyw uzupełniany jest drobnymi elementami dekoracyjnymi. Niektóre z tych motywów zostały przejęte przez artystów perskich, greckich a nawet ze średniowiecznej Europy.